# Thomas av Woodstock
Thomas av Woodstock, hertig av Gloucester, född 7 januari 1355, död 8 eller 9 september 1397, var kung Edvard III och drottning Filippas trettonde och yngsta barn. Han var den femte av Edvards söner som överlevde barndomen, och, liksom sina bröder, var han och hans ättlingar inblandade i den maktkamp om den engelska kronan som blev känd som Rosornas krig. Thomas mördades i Calais, troligtvis på brorsonen Rikard II:s order.

## Biografi
Thomas föddes efter två kortlivade bröder, av vilken en också hade döpts till Thomas. Han föddes på Woodstock Palace i Oxfordshire. Han gifte sig med Eleanor de Bohun 1376, och ärvde titeln earl av Essex från sin svärfar Humphrey de Bohun. Woodstocks hustrus yngre syster Mary de Bohun gifte sig senare med Henrik Bolingbroke, som senare kom att bli Henrik IV av England.
Vid 22 års ålder, 1377, blev Woodstock earl av Buckingham. 1385 fick han titeln hertig av Aumale, och ungefär samtidigt blev han hertig av Gloucester.
Thomas och hans hustru fick fyra döttrar och en son. Efter mordet på Thomas ärvdes titeln av hans son Humphrey, och därefter av hans äldsta dotter, Anne av Gloucester. Anne gifte in sig i den mäktiga Stafford-familjen, som var earler av Stafford och hertigar av Buckingham, och fyra generationer efter Thomas kan Bohun-egendomarnas disposition ha varit en motiverande faktor till att Henrik Stafford konspirerade mot kronan under Rikard III:s tid.